# Jeanne Tripplehorn
Jeanne Tripplehorn est une actrice américaine, née le 10 juin 1963 à Tulsa en Oklahoma.
Elle est surtout connue pour son rôle de psychiatre dans le polar culte Basic Instinct et, plus récemment, pour son rôle d'agent du FBI dans la série Esprits criminels.

## Biographie
Jeanne Tripplehorn est la fille du guitariste Tom Tripplehorn, qui fit partie un moment du groupe Gary Lewis & The Playboys. Elle a suivi des cours à l'université de Tulsa et à la Juilliard School de New York.

### Vie privée
Elle est mariée depuis 2000 à Leland Orser. Ils ont un fils, August Tripplehorn Orser, né en 2002.

## Carrière
Jeanne Tripplehorn commence sa carrière comme présentatrice de télévision et de radio. En 1991, elle participe avec Lukas Haas au téléfilm The Perfect Tribute.
Elle joue son premier rôle au cinéma dans le film Basic Instinct où elle interprète auprès de Sharon Stone et Michael Douglas le rôle d'une psychiatre. En 1993, elle joue dans La Firme où elle interprète le rôle de la femme de Tom Cruise. En 1995, elle décroche le rôle féminin principal du film Waterworld auprès de Kevin Costner.
Sa carrière au cinéma ralentit ensuite et les films où elle joue ne connaissent pas un aussi grand succès auprès du public mais elle participe à la comedie dramatique Pile et face aux côtés de Gwyneth Paltrow et la comédie grinçante Very Bad Things avec Christian Slater, Cameron Diaz et Jon Favreau. En 1999, elle participe à nouveau à un film du box-office (Mickey les yeux bleus) où elle joue le rôle de la petite amie de Hugh Grant. En 2000, elle joue une gangster lesbienne dans le film Timecode. Dans le film À la dérive (2002), elle tient le rôle de la meilleure amie du personnage de Madonna. En 2009, dans Grey Gardens, Jeanne Tripplehorn endosse le rôle de Jacqueline Kennedy-Onassis avec qui elle partage une certaine ressemblance physique.
À partir de 2006, la télévision lui offre de nouveaux succès puisque jusqu'en 2011 elle partage la vedette avec Bill Paxton de la série Big Love sur HBO. 
En 2012, elle incarne l'agent spécial Alex Blake dans la série Esprits Criminels pour les saisons 8 et 9. Elle est remplacée par l'actrice Jennifer Love Hewitt.
En 2018, elle est au casting du film Gloria Bell, porté par Julianne Moore et John Turturro.

## Filmographie

### Cinéma
- 1992 : Basic Instinct de Paul Verhoeven : Dr. Beth Garner
- 1993 : Chassé-croisé de Warren Leight : Pastel
- 1993 : La Firme de Sydney Pollack : Abby McDeere
- 1994 : Génération 90 Reality Bites) de Ben Stiller : Cheryl Goode
- 1995 : Waterworld de Kevin Reynolds : Helen
- 1997 : L'Amour de ma vie ('Til There Was You) de Scott Winant (en) : Gwen Moss
- 1997 : Office Killer (en) de Cindy Sherman : Norah Reed
- 1998 : La Loi du sang (Monument Ave.) de Ted Demme : Annie
- 1998 : Pile et Face  (Sliding Doors) de Peter Howitt : Lydia
- 1998 : Very Bad Things de Peter Berg : Lois Berkow
- 1999 : Mickey les yeux bleus (Mickey Blue Eyes) de Kelly Makin (en) : Gina Vitale
- 2000 : Timecode de Mike Figgis : Lauren Hathaway
- 2000 : Paranoid de John Duigan : Rachel
- 2000 : Steal This Movie! (en) de Robert Greenwald : Johanna Lawrenson
- 2000 : Stars in Love (en) (Relative Values) d'Eric Styles : Miranda Frayle / Freda Birch
- 2002 : À la dérive (Swept Away) de Guy Ritchie : Marina
- 2005 : The Amateurs de Michael Traeger : Thelma
- 2008 : Fragments (Winged Creatures) de Rowan Woods : Doris Hagen
- 2010 : Crazy on the Outside (en) de Tim Allen : Angela Papadopolous
- 2010 : Morning (en) de Leland Orser : Alice
- 2013 : A Perfect Man (en) de Kees Van Oostrum : Nina
- 2017 : Little Pink House de Courtney Balaker : Charlotte Wells
- 2018 : Gloria Bell de Sebastián Lelio : Fiona
- 2018 : Ana de Charles McDougall : Pasteur Helen
- 2018 : We Only Know So Much de Donal Lardner Ward : Jean Copeland

#### Court métrage
- 2007 : The Trap de Rita Wilson : Maggie

### Télévision

#### Séries télévisées
- 2003 : Frasier : Chelsea
- 2006 - 2011 : Big Love : Barb Henrickson
- 2012 : New Girl : Ouli
- 2012 : Blue : Vera
- 2012 à 2014 : Esprits criminels (Criminal Minds) : Agent spécial Alex Blake
- 2019 : Undone : Beth Hollingsworth
- 2019 : BoJack Horseman : Joan Tripplehorn (voix)
- 2020 : Mrs. America : Eleanor Schlafly
- 2022 : The Gilded Age : Sylvie Chamberlain
- 2022 : The Terminal List : Lorraine Hartley

#### Téléfilms
- 1991 : The Perfect Tribute de Jack Bender : July
- 1997 : Old Man de John Kent Harrison : Addie Rebecca Brice
- 2002 : Le Sang du frère (My Brother's Keeper) de John Badham : Lucinda Pond
- 2003 : La chute des héros (Word of Honor) de Robert Markowitz : Major Karen Harper
- 2009 : Grey Gardens de Michael Sucsy : Jacqueline Kennedy-Onassis
- 2011 : Un combat, cinq destins (Five) d'Alicia Keys, Jennifer Aniston, Patty Jenkins, Demi Moore et Penelope Spheeris : Pearl

## Voix françaises
| - Danièle Douet dans : - Big Love (série télévisée) - Grey Gardens (téléfilm) - Un combat, cinq destins (téléfilm) - New Girl (série télévisée) - Mrs. America (série télévisée) - The Terminal List (série télévisée) - Françoise Vallon dans : - Waterworld - L'Amour de ma vie - Mickey les yeux bleus - À la dérive | - Juliette Degenne dans : - Esprits criminels (série télévisée) - Gloria Bell - The Gilded Age (série télévisée) Et aussi - Pauline Larrieu dans Basic Instinct - Micky Sébastian dans La Firme - Virginie Ogouz dans Very Bad Things |